# Kaiser-Klasse (1912)
Die Kaiser-Klasse war eine Klasse von fünf Schlachtschiffen (Dreadnought) der Kaiserlichen Marine, die zwischen 1909 und 1913 gebaut und im Ersten Weltkrieg eingesetzt wurden. Benannt wurden sie nach preußischen und deutschen Herrschern. Das Typschiff der Klasse war die Kaiser, das bekannteste Schiff der Klasse war wohl die Friedrich der Große, die Mitte 1916 in der Skagerrakschlacht als Flottenflaggschiff der Hochseeflotte diente.

## Konstruktionsgeschichte

### Planung
Die Planungen begannen 1907, noch während der Planungsarbeiten für die vorangehende Helgoland-Klasse, und wurden 1909 abgeschlossen. An die Pläne wurden vor allem drei Anforderungen gestellt. Zum Ersten sollte die Panzerung britischen 34,3-cm-Granaten, ein Kaliber, das die Royal Navy mit der 1909 bewilligten Orion-Klasse einführte, auf eher niedrigen, den schlechten Sichtverhältnissen der Nordsee geschuldeten Entfernungen standhalten können. Zweitens waren als Schwere Artillerie 30,5-cm-Geschütze wie bei der Helgoland-Klasse vorgesehen. Eine Kalibersteigerung wurde nicht durchgeführt, da das deutsche 30,5-cm-Geschütz stärker als das britische gleichen Kalibers und nur etwas schwächer als das britische 34,3-cm-Geschütz war. Zum Dritten war vorgesehen, die Fahrstrecke, die die Schiffe ohne Aufnahme neuer Kohlen und neuen Heizöls zurücklegen können, zu erhöhen, da sie bei der Vorgängerklasse eher gering war. Hierzu war vorgesehen, bei der Prinzregent Luitpold statt einer Turbine einen Dieselmotor einzubauen, was jedoch aufgrund von Verzögerungen bei der Konstruktion des Motors nicht durchgeführt wurde. Bewilligt wurden die Schiffe mit den Haushalten für 1909 und 1910 als Ersatzbauten für ältere Panzerschiffe. Somit gab es die größten Veränderungen gegenüber der vorhergehenden Helgoland-Klasse im Bereich der Bewaffnung und des Schiffsantriebes. Für die Bauausführung war der Marinebaurat August Müller zuständig. Technische Nachfolger waren die Schiffe der König-Klasse.

### Bau
Die Bauaufträge erfolgten 1909. Zwischen September oder Oktober 1909 und Oktober 1910 wurden die Schiffe auf Kiel gelegt, liefen zwischen März 1911 und April 1912 vom Stapel und wurden zwischen August 1912 und August 1913 in Dienst gestellt. Die Baukosten betrugen pro Schiff etwa 45,6 Mio. Goldmark, etwa 0,44 % mehr als bei der Helgoland-Klasse, die Baudauer etwa drei Jahre.

## Technische Beschreibung

### Abmessungen und Rumpf
Die Schiffe waren über alles 172,4 m lang, 29 m breit und hatten einen Tiefgang von 9,1 m. Der Schlankheitsgrad betrug etwa 5,9:1. Sie verdrängten konstruktionsmäßig 24.724 t, maximal 27.000 t. Die Rumpfform war die eines Backdeckers, wobei die Back bis zum vierten Geschützturm nach hinten gezogen war. Für die Kasemattgeschütze waren Schussfenster vorhanden, weshalb ein schmales Seitendeck bis fast zum Vorsteven vorgezogen war - optisch wirkte dies wie ein seitlicher Absatz im Oberdeck kurz vor dem ersten Geschützturm. Der Vorsteven war, wie bei anderen zeitgenössischen Großkampfschiffen, unter der Wasserlinie leicht nach vorne gezogen.

### Antriebsanlage
Bei der Antriebsanlage unterscheiden sich die ersten vier Schiffe von der Prinzregent Luitpold. Bei den ersten vier bestand sie, erstmals im deutschen Schlachtschiffbau, aus Dampfturbinen. Drei Turbinen von Schiff zu Schiff unterschiedlicher Bauart wirkten auf je eine Welle und einen dreiflügeligen Propeller mit 3,75 m Durchmesser. Den Dampf erzeugten 16 Marinekessel, die mit Kohle, bei erhöhtem Bedarf zusätzlich mit Öl, beheizt wurden. Hiermit war vorgesehen, eine Leistung von 31.000 WPS und eine Geschwindigkeit von 21 kn zu erreichen. Tatsächlich erreichte die Kaiser bei Probefahrten bis zu 55.187 WPS und 23,4 kn. Standardmäßig betrug der Brennstoffvorrat 1000 t Kohle und 200 t Öl, maximal 3600 t Kohle. Hiermit konnten 7.900 sm bei 12 kn Geschwindigkeit zurückgelegt werden.
Bei der Prinzregent Luitpold war eine gemischte Antriebsanlage aus zwei Turbinen, die auf die beiden äußeren Wellen und dreiflügelige 4 m große Propeller wirken, und einem Zweitakt-Sechszylinderdieselmotor, der auf die Mittelwelle und einen dreiflügeligen 3,75 m großen Propeller wirkt, vorgesehen. Der Motor alleine sollte mit 12.000 WPS Marschfahrt mit 12 kn Geschwindigkeit ermöglichen, die Turbinen für Gefechtsfahrt zusätzlich 26.000 WPS zur Verfügung stellen. Somit sollten insgesamt 38.000 WPS und 20 kn erreicht werden. Da der Dieselmotor nicht bis zum Ausbruch des Ersten Weltkriegs zur Verfügung stand, wurde auf ihn verzichtet. Somit bestand die Antriebsanlage auf der Prinzregent Luitpold nur aus zwei Turbinen, die auf je eine Welle und einen Propeller wirken. Den Dampf lieferten 14 kohle-, zusätzlich ölbefeuerte Kessel. Sie ermöglichte eine Leistung von 38.751 WPS und eine Geschwindigkeit von 21,7 kn. Bei ihr betrug der Standardvorrat an Brennmaterial 750 t Kohle und 100 t Öl, maximal konnten 3200 t Kohle und 400 t Öl mitgeführt werden. Geplant war, nur mit dem Motor eine Strecke von 2000 sm bei 12 kn Geschwindigkeit fahren zu können. Mit den reinen Turbinenantrieb war eine Fahrstrecke von 7200 sm bei 12 kn möglich. (siehe auch Dieselmotoren für die Kaiserliche Marine)
Bei allen Schiffen wurden die Kessel in zwei Gruppen, einer zwischen Brücke und zweitem Geschützturm, der zweiten zwischen drittem und viertem Geschützturm, untergebracht. Die Turbinen befanden sich etwa auf der Höhe des vierten Geschützturms. Über den beiden Kesselgruppen befand sich jeweils ein Schornstein.
Die Stromversorgung wurde von zwei von den Antriebsturbinen und zwei von Dieselmotoren angetriebenen Generatoren sichergestellt, die eine Spannung von 225 V und eine Leistung von 1.800 kW abgaben.
Die Steuerung erfolgte über zwei parallele Ruder.

### Bewaffnung
Die schwere Artillerie bestand aus zehn 30,5-cm-Schnellladekanonen L/50. Dieses 1910 konstruierte und schon auf der Helgoland-Klasse eingesetzte Geschütz konnte pro Minute 2 bis 2,5 405 kg schwere Granaten bei einer maximalen Rohrerhöhung von 13,5° bis zu 16,2 km weit verschießen. Durch einen im Ersten Weltkrieg erfolgten Umbau wurde die maximale Rohrerhöhung auf 16°, die maximale Reichweite auf 20,4 km erhöht. Bei einer Gefechtsentfernung von 12 km konnte es bis zu 30,5 cm starke Panzerplatten durchschlagen. Es wurde überlegt, ein schwereres Kaliber einzuführen, doch hielt man das bisherige 30,5-cm-Geschütz wegen der gegenüber dem britischen 34,3-cm-Geschütz nur etwas geringeren Durchschlagsfähigkeit für ausreichend. Aufgestellt wurden die Geschütze in fünf Zwillingstürmen: Von diesen waren drei in der Mittschiffslinie, einer vor dem Brückenaufbau und zwei hinter dem achternen Aufbau aufgestellt, wobei der vordere den hinteren überschießen konnte – das erste Mal im deutschen Schlachtschiffbau und bislang in Deutschland nur auf der Moltke-Klasse, die dieselbe Aufstellung der schweren Artillerie hatte, durchgeführt. Im Zentrum des Schiffes, zwischen den Schornsteinen, befanden sich diagonal versetzt (daher die Bezeichnung Flügeltürme) die beiden anderen Geschütztürme. Der vordere war an Steuerbord, der hintere an Backbord aufgestellt. Dies ermöglichte es diesen beiden Türmen, auch auf die andere Schiffsseite „überzufeuern“ - wenn auch nicht bei allen Winkeln. Somit war es auf der Kaiser-Klasse erstmals im deutschen Schlachtschiffbau möglich, mit allen schweren Geschützen in eine Richtung zu schießen. Dies war bis dahin nur auf Schlachtkreuzern machbar. Bei allen vorangegangenen Schlachtschiffen der Nassau- und Helgoland-Klasse konnten höchstens vier von sechs Geschütztürmen auf einen Gegner gerichtet werden. Hiermit ist zu erklären, dass das Breitseitgewicht, das Gewicht aller bei einer Breitseite abgefeuerten Granaten, mit 4.050 kg 810 kg höher war als bei der Vorgängerklasse. Vier der fünf Türme waren etwa auf derselben Höhe über der Wasserlinie installiert, der fünfte ein Deck tiefer. Der Munitionsvorrat bestand aus 860 Granaten, die in Munitionskammern unter den Türmen unter dem Panzerdeck gelagert wurden.
Die Mittelartillerie bestand aus 14 15-cm-Schnellladegeschützen L/45. Diese konnten 46 kg schwere Granaten 13,5 km, ab 1915 16,8 km, weit verschießen. Die Kadenz betrug 7 Schuss pro Minute. Postiert waren sie beidseitig in Kasematten im Hauptdeck. Die Bestreichungswinkel waren durch Schussfenster beträchtlich erweitert. Die Dotierung betrug insgesamt 2.240 Schuss. Zur Abwehr von Torpedobooten waren acht 8,8-cm-Schnellladekanonen L/35 vorhanden, die ungeschützt an Deck sowie an Bug und Heck in Nischen standen. Sie konnten 9,5 kg schwere Geschosse verschießen und erreichten eine Kadenz von 10 Schuss pro Minute. Die Dotierung betrug 2800 Schuss. Während des Krieges wurden sie entfernt und durch vier Flugabwehrkanonen des Kalibers 8,8 cm L/45 ersetzt, die 9,7 kg schwere Geschosse 14,1 km weit oder mit bis zu 43° in die Höhe verschossen. Die Kadenz betrug 15 Schuss pro Minute. Später wurde ihre Anzahl auf zwei verringert.
Die Torpedobewaffnung bestand aus fünf unter Wasser installierten Torpedorohren für 50-cm-Torpedos, von denen zwei auf jeder Seite und eines am Bug eingebaut waren. Insgesamt waren 19 bis 20 Torpedos an Bord.
Zur Entfernungsmessung standen sieben Entfernungsmessgeräte der Fa. Carl Zeiss mit einer Basislänge von 3 m zur Verfügung. Von diesen befanden sich auf dem vorderen und dem achteren Kommandostand und jedem Geschützturm eines. Ab 1916 befand sich auf dem Vormars ein achter.
Für Nachtgefechte waren acht Scheinwerfer installiert.

### Panzerschutz und Schutzsysteme
Der Panzerschutz war aus drei Teilen aufgebaut.
Erstens schützte ein Seitenpanzer, der etwa auf Höhe der Wasserlinie gelegen war, mit einem im Bereich zwischen dem vordersten und hintersten Geschützturm, in dem sich die sog. Vitalia, die lebensnotwendigen Einrichtungen des Schiffes, die Turbinen- und Kesselräume und die Munitionskammern der Schweren Artillerie, darauf aufsetzenden Zitadellpanzer das Schiff gegen Geschosse, die auf relativ kurze Entfernung abgeschossen werden und deshalb flach einschlagen. Nach vorne und achtern war der Seiten- und Zitadellpanzer durch Panzerquerschotten abgeschlossen. Jenseits dieser Querschotte war der Seitenpanzer deutlich schwächer. Ebenso verjüngte sich der schwere Seitenpanzer im Bereich der Vitalia an seiner Unterkante stark auf 180 mm.
Zweitens schützte ein Panzerdeck, etwa auf Höhe der Wasserlinie, mit Böschungen, die es, indem sie seitlich schräg nach unten verliefen, mit der Unterkante des Seitenpanzers verbanden, die darunter liegenden Vitalia vor auf hohe Entfernung abgeschossenen, steil einfallenden Geschossen. Im Bereich über den Kasematten war auch das Oberdeck gepanzert.
Drittens waren einige wichtige Bereiche, die oberhalb des Panzerdecks lagen, zusätzlich gepanzert. Dies waren erstens die Türme der Schweren Artillerie und ihre Barbetten. Zweitens waren es die Kasematten der Mittelartillerie, die zusätzlich zu dem gepanzerten Oberdeck über einen Seitenpanzer verfügten. Drittens waren es die beiden Kommandotürme vorne und achtern sowie die Schächte, die sie mit dem Panzerdeck verbanden.
Der Schutz gegen Unterwassertreffer bestand aus einem gepanzerten Torpedoschott, das den im Schiffsrumpf gelegenen Expansionsraum für die Explosionsgase eines Torpedo- oder Minentreffers, in dem keine lebensnotwendigen Einrichtungen lagen, gegen die Vitalia abgrenzte. Zudem erstreckte sich über 88 % des Schiffes ein Doppelboden gegen Minentreffer. Bis zur Skagerrakschlacht waren die Schiffe zudem mit Torpedoschutznetzen ausgestattet. In den durch die Torpedoschotte abgegrenzten Räumen sowie oberhalb des Panzerdecks befanden sich teilweise Kohlenbunker, von denen, in gefülltem Zustand, zusätzlicher Schutz ausging. Der Rumpf war in 17 wasserdichte Abteilungen unterteilt, um im Falle eines Wassereinbruchs die Überflutungen zu begrenzen und das Schiff schwimm- und einsatzfähig zu halten. Das Panzerdeck und die Torpedoschotte bestanden aus hochfestem Nickelstahl, erstmals im deutschen Kriegsschiffbau.
Die einzelnen Panzerstärken betrugen:
Seitenpanzer:
- Vorschiff: 180 – 130 mm
- Mittschiff: 350 mm, an der Unterkante verdünnt auf 180 mm
- Heck: 180 mm

Panzerquerschotten:
- vorne: vermutlich 300 mm
- achtern: 130 mm
- auf Höhe des Zitadellpanzers vorne: 170 – 300 mm
- auf Höhe des Zitadellpanzers achtern: 170 – 300 mm

Zitadellpanzer: 200 mm
Horizontalpanzer:
- gepanzertes Oberdeck über den Kasematten: 30 mm
- Panzerdeck. 30 mm
- Böschungen: 50 mm

Schwere Artillerie:
- Turmvorderseiten: 300 mm
- Turmseiten: 250 mm
- Turmdecken: 110 mm
- Barbetten: 300 mm

Kasematten der Mittelartillerie: 80 – 170 mm
Kommandotürme:
- vorne: 400 mm
- Schacht vorne: 200 mm
- achtern: 200 mm
- Schacht achtern: 80 mm

### Besatzung
Die Besatzung bestand aus 1084 Mannschaften und Offizieren. Die Friedrich der Große hatte als Flottenflaggschiff eine Besatzung von 1163 Mannschaften und Offizieren.

## Vergleich mit anderen zeitgenössischen Schlachtschiffen und Bewertung
Im Vergleich zu anderen 1910 auf Kiel gelegten Schlachtschiffsklassen – der Orion-, Wyoming-, Kawachi-, Courbet-, Conte-di-Cavour-, Gangut- und Rivadavia-Klasse sowie der vorangegangenen Helgoland-Klasse sind mehrere Eigenschaften auffällig.
Hinsichtlich Verdrängung waren die Schiffe relativ groß, lediglich übertroffen von der US-amerikanischen Wyoming- und der argentinischen Rivadavia-Klasse, hierbei jedoch eher kurz. Die Geschwindigkeit war durchschnittlich. Ebenfalls durchschnittlich war das Kaliber der Hauptbewaffnung, da bislang nur die Royal Navy mit der Orion-Klasse das Kaliber gesteigert hatte, wobei das deutsche 30,5-cm-Geschütz in Anbetracht seines Kalibers relativ wirksam war. Die Anzahl der Geschütze war relativ niedrig, jedoch Breitseitfeuer mit allen Geschützen möglich, bedingt durch die gegenüber der Helgoland-Klasse veränderte Aufstellung, weshalb lediglich die Wyoming-, die Conte-di-Cavour-,  die Gangut- und die Rivadavia-Klasse mehr Geschütze zum Einsatz bringen konnten. Die Mittelartillerie war sehr stark. Ebenfalls sehr stark war die Panzerung, die keine andere Klasse übertraf. Wegweisend war der Plan, als Marschmotor einen Dieselmotor einzusetzen, was jedoch nicht umgesetzt wurde. Auch bei den nachfolgenden Klassen wurde es nicht verwirklicht.
Somit erscheint die Kaiser-Klasse als starke Verbesserung gegenüber der Vorgängerklasse, da sie einerseits kampfstärker und standfester war, andererseits durch den gut durchkonstruierten Turbinenantrieb schneller und mit einer größeren Fahrstrecke ausgestattet war. Die Tatsache, dass keines der Schiffe im Ersten Weltkrieg beschädigt wurde, ist darauf zurückzuführen, dass sie nur in der Skagerrakschlacht Feindkontakt hatten und dort die Grand Fleet ihr Feuer auf die deutschen Schlachtkreuzer konzentrierte.

## Gebaute Einheiten
- Die Kaiser wurde auf der Kaiserlichen Werft Kiel im September oder Oktober 1909 als Ersatz für das Küstenpanzerschiff Hildebrand auf Kiel gelegt und am 22. März 1911 zu Wasser gelassen. Die Indienststellung folgte am 1. August 1912. Als Teil der Hochseeflotte nahm sie am Ersten Weltkrieg teil, unter anderem an der Skagerrakschlacht 1916 und am Unternehmen Albion zur Eroberung der baltischen Inseln 1917 in der Ostsee. Nach dem Waffenstillstand von Compiègne wurde das Schiff in Scapa Flow interniert und am 21. Juni 1919 von seiner Mannschaft während der Selbstversenkung der Kaiserlichen Hochseeflotte in Scapa Flow versenkt. Am 20. März 1929 wurde sie geborgen, dann in Lyness abgerüstet und in Rosyth abgebrochen.[2]
- Die Friedrich der Große entstand auf der Hamburger Vulkanwerft. Auf Kiel gelegt wurde sie am 26. Januar 1910 als Ersatz für die Heimdall, der Stapellauf erfolgte am 11. Juni 1911. Die Indienststellung folgte am 15. Oktober 1912. Als Teil der Hochseeflotte, deren Flaggschiff sie bis 1917 war, nahm sie am Ersten Weltkrieg teil, unter anderem an der Skagerrakschlacht 1916 und am Unternehmen Albion 1917. Im Zuge der Marineunruhen im Sommer 1917 kam es auf ihr aufgrund schlechter Versorgung und Schikanen durch das Offizierskorps zu Gehorsamsverweigerungen und Meuterei. Wie alle Schiffe der Klasse wurde sie nach dem Waffenstillstand in Scapa Flow interniert und am 21. Juni 1919 von ihrer Mannschaft dort versenkt. Sie wurde am 29. April 1937 geborgen und ab dem 5. August 1937 in Rosyth abgebrochen.[2]
- Die Kaiserin wurde von den Howaldtswerken Kiel gebaut die Kiellegung erfolgte im Juli 1910 als Ersatz für die Hagen, am 11. November 1911 wurde sie zu Wasser gelassen und am 14. Mai 1913 in Dienst gestellt. Als Teil der Hochseeflotte nahm sie am Ersten Weltkrieg teil, unter anderem an der Skagerrakschlacht 1916 und am Unternehmen Albion 1917. Nach dem Waffenstillstand von Compiègne wurde sie interniert und am 21. Juni 1919 von ihrer Mannschaft während der Selbstversenkung der Kaiserlichen Hochseeflotte in Scapa Flow versenkt. Sie wurde am 14. Mai 1936 geborgen und später in Rosyth abgebrochen.[2]
- Die Prinzregent Luitpold war das letzte in Dienst gestellte Schiff der Klasse. Sie wurde von der Germaniawerft in Kiel gebaut, im Oktober 1910 als Ersatz für die Odin auf Kiel gelegt, ihr Stapellauf war am 17. Februar 1912. Die Indienststellung folgte am 19. August 1913. Als Teil der Hochseeflotte nahm sie am Ersten Weltkrieg teil, unter anderem an der Skagerrakschlacht 1916 und am Unternehmen Albion 1917. 1917 kam es auf ihr wie auf der Friedrich der Große zu Gehorsamsverweigerungen und Meuterei aufgrund schlechter Versorgung und Schikanen durch das Offizierskorps. Nach dem Waffenstillstand von Compiègne wurde sie in Scapa Flow interniert und am 21. Juni 1919 von ihrer Mannschaft versenkt. Sie wurde am 9. Juli 1931 gehoben und bis 1933 in Rosyth abgebrochen.[2]
- Die König Albert wurde auf der Danziger Werft der Schichau-Werke am 17. Juli 1910 auf Kiel gelegt, als Ersatz für die Ägir. Ihr Stapellauf erfolgte am 27. April 1912. Sie wurde am 31. Juli 1913 in Dienst gestellt. Als Teil der Hochseeflotte nahm sie am Ersten Weltkrieg teil. Aufgrund eines durch Maschinenprobleme bedingten Werftaufenthalts nahm sie als einziges Schiff der Klasse nicht an der Skagerrakschlacht teil. 1917 gehörte sie wie alle ihre Schwesterschiffe zum Sonderverband für das Unternehmen Albion in der Ostsee. Nach dem Waffenstillstand von Compiègne wurde sie in Scapa Flow interniert und am 21. Juni 1919 von ihrer Mannschaft versenkt. Sie wurde am 31. Juli 1935 gehoben und 1936 in Rosyth abgebrochen.[2]